# Nazionale femminile di pallavolo di Andorra
La nazionale femminile di pallavolo dell'Andorra è una squadra europea composta dalle migliori giocatrici di pallavolo dell'Andorra ed è posta sotto l'egida della Federazione pallavolistica di Andorra.

## Rosa
Segue la rosa delle giocatrici convocate per i XX Giochi dei piccoli stati d'Europa.
| N° | Nome                | Ruolo | Data di nascita | Squadra |
| -- | ------------------- | ----- | --------------- | ------- |
| 1  | Mia Pijuan          | P     | 12 giugno 2007  | Andorra |
| 3  | Clarissa Tenório    | C     | 1979            | -       |
| 7  | Nely Vasileva       | S     | 27 luglio 2005  | -       |
| 8  | Noa Barrio          | P     | 2004            | -       |
| 9  | Joanna Ferrer       | L     | 2004            | -       |
| 10 | Laia García         | O     | 2001            | -       |
| 14 | María López         | -     | 1996            | -       |
| 16 | Sofia Romano        | L     | 2002            | -       |
| 17 | Natalia Pushong     | C     | 1976            | -       |
| 22 | Carla Boix          | C     | 1990            | -       |
| 23 | Nadezhda Ivanova    | C     | 2006            | -       |
| 25 | Aina Garcia         | -     | 2009            | -       |
| 26 | Gabriela dos Santos | -     | 2006            | -       |
| 81 | Clara Carrera       | -     | 2007            | -       |

## Risultati

### Competizioni zonali
| 1989 | ?               | -            |
| 1991 | ?               | -            |
| 1993 | ?               | -            |
| 1995 | ?               | -            |
| 1997 | ?               | -            |
| 1999 | ?               | -            |
| 2001 | ?               | -            |
| 2003 | non qualificata | -            |
| 2005 | non qualificata | -            |
| 2007 | non qualificata | -            |
| 2009 | non qualificata | -            |
| 2011 | non qualificata | -            |
| 2013 | non qualificata | -            |
| 2015 | non qualificata | -            |
| 2017 | non qualificata | -            |
| 2019 | non qualificata | -            |
| 2025 | 5º posto        | Convocazioni |